# پیتزای دیترویتی
پیتزای دیترویتی (به انگلیسی: Detroit-style pizza)، پیتزای دیترویت یا پیتزا به سبک دیترویت، یک پیتزای مستطیلی با پوسته ضخیم است که ترد و جویدنی است. روی این پیتزا به‌طور سنتی با پنیر آجری ویسکانسین پوشانده می‌شود. این سبک از پیتزا در ابتدا در سینی‌های مستطیلی فولادی پخته می‌شد که برای استفاده در خودرو یا کارخانه‌ها طراحی شده بودند. روش تهیه این پیتزا در اواسط قرن بیستم در دیترویت توسعه یافت و سپس در دهه ۲۰۱۰ در سایر نقاط ایالات متحده گسترش یافت. این غذا یکی از غذاهای نمادین محلی شهر دیترویت است.